# 심불상응행법 (아비달마품류족론)
이 문서는 부파불교의 설일체유부의 주요 논서인 《아비달마품류족론》에서 설명하고 있는 심불상응행법(心不相應行法)에 대해 다룬다. 심불상응행법에 대한 전체적 · 일반적 내용은 '심불상응행법 문서'에서 다루고 있다.
설일체유부의 논사 세우(世友, Vasumitra: 1~2세기)는 자신의 저서 《아비달마품류족론》 제1권에서 심불상응행법(心不相應行法)이란 마음과 상응(相應)하지 않는 모든 법(法)을 통칭하는 것이라고 정의하고 있다.
그리고, 세우는 심불상응행법에 속한 법으로 득(得) · 무상정(無想定) · 멸정(滅定) · 무상사(無想事) · 명근(命根) · 중동분(衆同分) · 의득(依得) · 사득(事得) · 처득(處得) · 생(生) · 노(老) · 주(住) · 무상성(無常性) · 명신(名身) · 구신(句身) · 문신(文身)의 16가지를 들고 있으며 이들 16가지의 법 외에도 심불상응행법에 속한 다른 법들이 있다고 말하고 있다.

## 정의
《아비달마품류족론》에서는 심불상응행법(心不相應行法)을 다음과 같이 정의하고 있다.
心不相應行云何。謂若法心不相應。此復云何。謂得無想定滅定。無想事命根眾同分。依得事得處得生老住無常性。名身句身文身。復有所餘如是類法。與心不相應。總名心不相應行。
— 《아비달마품류족론》, 제1권. p. 692c. 한문본

심불상응행(心不相應行)이란 무엇인가? 어떤 법이 마음과 상응하지 않는 것을 말한다.
이것은 또 무엇을 말하는가? 득(得) · 무상정(無想定) · 멸정(滅定) · 무상사(無想事) · 명근(命根) · 중동분(衆同分) · 의득(依得) · 사득(事得) · 처득(處得) · 생(生) · 노(老) · 주(住) · 무상성(無常性) · 명신(名身) · 구신(句身) · 문신(文身)을 말하며, 또 이들 외에도 마음과 상응하지 않는 이와 같은 종류의 법이 있는데, 이 모두를 통틀어 심불상응행이라 한다.
— 《아비달마품류족론》, 제1권. 2쪽. 한글본

## 개별 법의 설명
《아비달마품류족론》에서는 16가지 불상응행법을 들고 있는데, 이들에 대한 《아비달마품류족론》의 설명은 다음과 같다.

### (1) 득(得)
득(得)은 갖가지 법[諸法]을 획득하고 성취하는 것[得]을 말한다.

### (2) 무상정(無想定)
무상정(無想定)은 변정천[遍淨]의 번뇌[染]는 떠났지만 그 위의 천(天)들의 번뇌[上染]를 아직 떠나지 못한 상태임에도 불구하고 출리상을 작의[出離想作意]하는 것을 '바라는 결과를 획득하는 최우선의 방편으로 삼아 행함[為先]'으로써, 심과 심소가 소멸되는 선정을 말한다.

### (3) 멸정(滅定)
멸정(滅定)은 멸진정(滅盡定)이라고도 하며, 무소유처천[無所有處]의 번뇌[染]을 떠난 상태에서 지식상을 작의[止息想作意]하는 것을 '바라는 결과를 획득하는 최우선의 방편으로 삼아 행함[為先]'으로써, 심과 심소가 소멸되는 선정을 말한다.

### (4) 무상사(無想事)
무상사(無想事)는 전생에서 수행한 무상정(無想定)의 과보로서 획득하는, 무상유정천(無想有情天)에 태어나서 갖는 심과 심소가 소멸된 상태의 삶을 말한다.

### (5) 명근(命根)
명근(命根)은 3계에서의 수명[三界壽]을 말한다.

### (6) 중동분(衆同分)
중동분(衆同分)은 유정(有情: 중생)들의 동류성(同類性)을 말한다.

### (7) 의득(依得)
의득(依得)은 소의처(所依處)를 득(得: 획득과 성취)하는 것[得所依處]을 말한다.

### (8) 사득(事得)
사득(事得)은 갖가지 온(蘊)을 득(得: 획득과 성취)하는 것[得諸蘊]을 말한다.

### (9) 처득(處得)
처득(處得)은 내처(內處: 6내처)와 외처(外處: 6외처)를 득(得: 획득과 성취)하는 것[得內外處]을 말한다.

### (10) 생(生)
생(生)은 갖가지 온(蘊)이 발생하게 하는 성질[令諸蘊起]을 말한다.

### (11) 노(老)
노(老)는 갖가지 온(蘊)이 익게 하는 성질[令諸蘊熟]을 말한다.

### (12) 주(住)
주(住)는 이미 발생한 갖가지 행(行: 유위법)이 무너지지 않게 하는 성질[令已生諸行不壞]을 말한다.

### (13) 무상성(無常性)
무상성(無常性)은 무상(無常)이라고도 하며, 이미 발생한 갖가지 행(行: 유위법)이 무너지고 소멸되게 하는 성질[令已生諸行滅壞]을 말한다.

### (14) 명신(名身)
명신(名身)은 증어(增語: 뛰어난 말), 즉 명사(名詞)를 말한다.

### (15) 구신(句身)
구신(句身)은 자만(字滿: 字가 충분한 것)을 말한다. 즉, 표현하고자 하는 뜻을 충분히 나타낼 수 있을만큼 자(字)가 충분히 모인 것을 말한다.

### (16) 문신(文身)
문신(文身)은 자중(字衆: 字의 무리, 字의 집합)을 말한다. 즉, 명신(名身)과 구신(句身)을 구성하는 요소가 되는 자(字)들의 집합을 말한다.

## 같이 보기
- 심불상응행법
- 부파불교의 설일체유부
  - 심불상응행법 (아비달마품류족론)
  - 심불상응행법 (아비달마구사론)
  - 심불상응행법 (아비달마순정리론)
- 대승불교의 유식유가행파
  - 심불상응행법 (유가사지론)
  - 심불상응행법 (현양성교론)
  - 심불상응행법 (대승아비달마집론·잡집론)
  - 심불상응행법 (대승오온론·광오온론)
  - 심불상응행법 (대승백법명문론·해)
  - 심불상응행법 (성유식론)

## 참고 문헌
- 곽철환 (2003). 《시공 불교사전》. 시공사 / 네이버 지식백과. |title=에 외부 링크가 있음 (도움말)
- 세우 지음, 현장 한역, 송성수 번역 (K.949, T.1542). 《아비달마품류족론》. 한글대장경 검색시스템 - 전자불전연구소 / 동국역경원. K.949(25-149), T.1542(26-692). |title=에 외부 링크가 있음 (도움말)
- 운허.  동국역경원 편집, 편집. 《불교 사전》. |title=에 외부 링크가 있음 (도움말)
- (중국어) 星雲. 《佛光大辭典(불광대사전)》 3판. |title=에 외부 링크가 있음 (도움말)
- (중국어) 세우 조, 현장 한역 (T.1542). 《아비달마품류족론(阿毘達磨品類足論)》. 대정신수대장경. T26, No. 1542, CBETA. |title=에 외부 링크가 있음 (도움말)